# Тронадор
Тронадо́р (исп. Cerro Tronador) — неактивный стратовулкан в Южных Андах, расположенный на границе Аргентины и Чили. Высота вулкана составляет 3478 метров, дата последнего извержения неизвестна. Первое восхождение на главную вершину вулкана Тронадор совершил немецкий альпинист Герман Клауссен в одиночку 29 января 1934 года.

## Происхождение названия
Вулкан Тронадор получил название от исп. Tronador, что означает «Громовержец», или «Громоподобный». Ледники и сераки на склонах вулкана тают и обрушиваются, создавая характерный грохот, слышимый издалека.

## Физико-географическая характеристика
Вулкан Тронадор расположен в Андах в северной части Патагонии на границе Аргентины, провинция Рио-Негро, и Чили, область Лос-Лагос. Тронадор является высочайшей точкой провинции Рио-Негро и области Лос-Лагос. На запад от Тронадора находится озеро Тодос-лос-Сантос. Ближайшим крупным населённым пунктом к Тронадору является аргентинский город Сан-Карлос-де-Барилоче, расположенный примерно в 50 километрах к востоку от вулкана. Тронадор расположен на территории старейшего национального парка Аргентины Науэль-Уапи и является его высочайшей точкой.
У вулкана Тронадор выделяют три вершины: основная вершина Интернасьональ (также она известна под названием Анон) высотой 3748 метров надо уровнем моря, Чилено высотой 3350 метров и Аргентино (3250 метров). Относительная высота высочайшей точки Тронадора составляет 2663 метра, родительской вершиной по отношению к ней является вулкан Ланин высотой 3747 метров над уровнем моря, расположенный примерно в 170 километрах на север на границе Аргентины и Чили. Тронадор является четвёртой по относительной высоте вершиной в патагонской части Анд.
Вулканическая активность Тронадора началась около 1 300 000 лет назад в эре раннего плейстоцена, и продолжалась до его середины, окончившись примерно 340 000 лет назад. Тронадор окончательно был сформирован в 3 этапа ближе к окончанию своей вулканической активности. Единственная возможная более поздняя вулканическая активность вулкана могла произойти в голоцене на юго-юго-восточном склоне вулкана в период около 70 000 — 14 000 лет назад, итогом которой стал конус Фонк, находящийся на высоте 1843 метра над уровнем моря, и лавовые потоки на склоне. С геологической точки зрения, в настоящий момент Тронадор состоит преимущественно из базальта и андезита.
Верхняя часть Тронадора покрыта толстым ледовым покровом. Со всех сторон Тронадора стекают ледники. Четыре ледника расположены на территории Аргентины (Рио-Мансо, Кастаньо Оверо, Алерсе и Фриас). Шесть ледников стекают с чилийской стороны вулкана. Граница ледников пролегает на высоте менее 2000 метров над уровнем моря. Однако, в течение последних 100 лет ледники Тронадора, точно так же, как и основная масса южноамериканских ледников, в результате глобального потепления отступают и сокращаются в размерах. На Тронадоре находятся истоки аргентинских и чилийских рек Лимай и Мансо.

## История восхождений
Первое восхождение на главную вершину вулкана Тронадор совершил немецкий альпинист Герман Клауссен в одиночку 29 января 1934 года со стороны Аргентины, при этом проведя ночь на вершине, так как он достиг её только в 10 часов вечера. Спустя несколько дней, 4 февраля, доктор Ноймайер и Е. де ла Мот совершили попытку восхождения, но вынуждены были вернуться обратно из-за сильного шторма. В этот же день, двое итальянцев, Вальтер Дурандо и Серджио Маттеода, вышли на восхождение на противоположной стороне вершины, но пропали без вести. 27 февраля несколько членов итальянской экспедиции в Анды, в состав которой входили Джусто Джервазутти, Конте Альдо Бонакосса и Луиджи Бинаги, повторили восхождение по маршруту Вальтера и Серджио, и успешно достигли чилийской вершины вулкана высотой примерно 3350 метров. В честь погибшего товарища, они назвали вершину Маттеода. Второе восхождение на главную вершину Тронадора совершил немецкий альпинист Отто Мейлинг в 1937 году.
28 февраля 1938 года был открыт горный приют на высоте 2270 метров на чилийской стороне в нескольких метрах от границы с Аргентиной. В 1978 году был открыт ещё один приют, названный именем Отто Мейлинга, на высоте около 2000 метров над уровнем моря. Он расположен на территории Аргентины между ледниками Кастаньо Оверо и Алерсе.
Самый простой и популярный маршрут восхождения на основную вершину вулкана Тронадор проходит по территории Аргентины через приют Отто Мейлинга. Маршрут восхождения проходит через южный гребень и восточный склон, и имеет AD/D категорию сложности по классификации IFAF. Чуть более сложный маршрут восхождения на вершину пролегает по северной стене и западному гребню. Вершины Чилено и Аргентино также доступны для восхождений по маршрутам еще более низкой категории сложности, чем на основной пик (PD/AD категории сложности по классификации IFAF). 

## Комментарии
1. ↑  Данные по высоте приведены в соответствии с данными Smithsonian Institution — Global Volcanism Program[1]; в других источниках также фигурирует высота 3491 метр над уровнем моря[2][4].